# Homoneura stackelbergi
Homoneura stackelbergi är en tvåvingeart som beskrevs av Leander Czerny 1932. Homoneura stackelbergi ingår i släktet Homoneura och familjen lövflugor. Inga underarter finns listade i Catalogue of Life.